# Oreobates gemcare
Oreobates gemcare is een kikker uit de familie Strabomantidae. De soort komt voor in Peru .